# Joe Malone (Bogenschütze)
Joseph „Joe“ Malone  (* 15. Februar 1957) ist ein irischer Bogenschütze.
Malone, 1,83 m groß und 72 kg schwer, nahm an den Olympischen Spielen 1988 in Seoul teil. Er belegte Platz 69. Malone hält einige irische Rekorde im Bogenschießen.

## Weblink
- Joe Malone in der Datenbank von Olympedia.org (englisch)

| Personendaten    | Personendaten         |
| ---------------- | --------------------- |
| NAME             | Malone, Joe           |
| ALTERNATIVNAMEN  | Malone, Joseph        |
| KURZBESCHREIBUNG | irischer Bogenschütze |
| GEBURTSDATUM     | 15. Februar 1957      |